# Новоивановка (Нововаршавский район)
Новоивановка — деревня в Нововаршавском районе Омской области России. Входит в состав Зареченского сельского поселения.

## История
Основана в 1911 году. В 1928 году состояла из 57 хозяйств, основное население — русские. В составе Баландинского сельсовета Уральского района Омского округа Сибирского края.

## Население
| 1926 | 2010 |
| ---- | ---- |
| 329  | ↘104 |